# How the West Was Won (álbum)
How the West Was Won es el tercer álbum en vivo de la banda de rock inglesa Led Zeppelin, editado en 2003 por Atlantic Records.
Fue lanzado como un triple CD, en el que se recogen parte de las actuaciones ofrecidas por el grupo el 25 de junio de 1972 en el L.A. Forum, y dos días después, en el Long Beach Arena de California, en los Estados Unidos.
Al momento de su salida al mercado, alcanzó el número uno de las listas a ambos lados del Atlántico.

## Detalles
Mientras buscaba entre los archivos de video material para producir un DVD de Led Zeppelin (que luego apareció al unísono con este álbum), Jimmy Page redescubrió las grabaciones que formarían How the West Was Won, y quedó muy impresionado con la calidad de la interpretación de la banda. 
"Esto es Led Zeppelin en su mejor momento, y es ilustrativo de «cómo fue ganado el Oeste»" diría Page, refiriéndose a la ubicación de ambos conciertos en Estados Unidos.
Según John Paul Jones, bajista y multinstrumentista del grupo, "las estrellas estaban alineadas". Además se aprovecha con la publicación de este álbum a cubrir la demanda de los fans de un álbum en directo que mostrara al grupo en su mejor momento, puesto que la grabación de las BBC Sessions (1997), dejaba claro que el previo The Song Remains the Same, grabado en 1973, no mostraba a la banda en su mejor forma.
Este triple en vivo ha sido considerado el mejor álbum en directo de la banda, testimonio de sus actuaciones durante el cierre de la gira americana de 1972.
El setlist abarca canciones de sus cuatro primeros discos, y anticipa canciones del siguiente: Houses of the Holy.
En el apartado musical, destaca por las interpretaciones demoledoras, musculosas y ajustadas de los clásicos de la banda (muchas superando las versiones de estudio), con cabida para grandes improvisaciones, sobre todo en las versiones largas de "Dazed and Confused", "Whole Lotta Love", y el solo de batería en "Moby Dick"; además de su excelente calidad de sonido, también disponible en formato DVD-Audio.

## Lista de canciones
Disco uno
1. "L.A. Drone" (John Paul Jones/Jimmy Page) – 0:14*
2. "Immigrant Song" (Page/Robert Plant) – 3:42*
3. "Heartbreaker" (John Bonham/Jones/Page/Plant) – 7:25*
4. "Black Dog" (Jones/Page/Plant) – 5:41**
5. "Over the Hills and Far Away" (Page/Plant) – 5:08**
6. "Since I've Been Loving You" (Jones/Page/Plant) – 8:02*
7. "Stairway to Heaven" (Page/Plant) – 9:38*
8. "Going to California" (Page/Plant) – 5:37*
9. "That's the Way" (Page/Plant) – 5:54**
10. "Bron-Y-Aur Stomp" (Jones/Page/Plant) – 4:55*

Disco dos
1. "Dazed and Confused" (Page/Jake Holmes) – 25:25**
2. "Walter's Walk" (Page/Plant)
3. "The Crunge" (Bonham/Jones/Plant/Page)
4. "What Is and What Should Never Be" (Page/Plant) – 4:41*
5. "Dancing Days" (Page/Plant) – 3:42*
6. "Moby Dick" (Bonham/Jones/Page) – 19:20**

Disco tres
1. "Whole Lotta Love" Medley (Page/Plant/Bonham/Jones/Willie Dixon) – 23:08
  1. -"Boogie Chillun" (John Lee Hooker) – 3:10
  2. -"Let's Have a Party" (Jessie Mae Robinson) - 1:56
  3. -"Hello Mary Lou" (Gene Pitney) – 2:08
  4. -"Going Down Slow" (St. Louis Jimmy Oden) – 8:29
2. "Rock and Roll" (Bonham/Jones/Page/Plant) – 3:56*
3. "The Ocean" (Bonham/Jones/Page/Plant) – 4:21**
4. "Bring It On Home"  (Dixon/Page/Plant) – 9:30**

## Personal
- Robert Plant - voz, armónica
- Jimmy Page - guitarras acústica y eléctrica, productor
- John Paul Jones - bajo, teclados, mandolina
- John Bonham - batería, percusión